# یواس‌اس کونگر (اس‌اس-۴۷۷)
یواس‌اس کونگر (اس‌اس-۴۷۷) (به انگلیسی: USS Conger (SS-477)) یک زیردریایی بود که طول آن ۳۱۱ فوت ۸ اینچ (۹۵٫۰۰ متر) بود. این زیردریایی در سال ۱۹۴۴ ساخته شد.